# An Apple Red as Blood
An Apple Red as Blood é o 21º episódio da série de televisão Once Upon a Time, que foi ao ar nos Estados Unidos no ABC em 6 de maio de 2012.
Ele foi co-escrito por Jane Espenson e David H. Goodman, enquanto o Milan Cheylov atuou como diretor. A série se passa na fictícia cidade litorânea de Storybrooke, Maine, em que os moradores são, na verdade, personagens de vários contos de fadas que foram transportados para o "mundo real", por uma poderosa maldição.